# NGC 4122
NGC 4122 est une galaxie spirale barrée vue par la tranche et située dans la constellation de la Chevelure de Bérénice. NGC 4122 a été découverte par l'astronome britannique John Herschel en 1827. Cette galaxie a aussi été observée par John Herschel le 3 avril 1831. Cette observation a été inscrite au catalogue NGC sous la désignation NGC 4113.

## Caractéristiques
Sa vitesse par rapport au fond diffus cosmologique est de 8 229 ± 20 km/s, ce qui correspond à une distance de Hubble de 121,4 ± 8,5 Mpc (∼396 millions d'al).
Selon la base de données Simbad, NGC 4122 est une radiogalaxie.